# DuckDuckGo
DuckDuckGo je mrežna tražilica čije se djelovanje temelji na proširenju korisnikove privatnosti izbjegavanjem osobnog pretraživanja i prikupljanja osobnih podataka korisnika na temelju rezultata njihova istraživanja u svrhu prosljeđivanja tih podataka oglašivačima, kao u slučaju većih pretraživača. Prilikom slaganja rezultata koristi se metodom nabave iz mnoštva (crowdsourcinga), prikupljajući i stvarajući baze podataka više na temelju kakvoće stranice nego li na posjećenosti.
Dnevno bilježi i do četrdeset milijuna pretraživanja te je među dvjesto najpretraživanijih mrežnih domena uopće.